# Фридрих Август Кекуле
Фридрих Август Кекуле фон Страдониц (на немски: Friedrich August Kekulé von Stradonitz) е германски химик, един от основателите на теорията за строежа на органичните съединения. В някои български текстове името му може да се срещне като Фредерик Кекуле.

## Биография
Роден е на 7 септември 1829 година в Дармщат, Германия, в благородническо бохемско семейство. В юношеска възраст се интересува от архитектура, като дори започва да следва архитектура в Университета в Гисен. Интересът към химията се запалва след прослушването на лекционен курс воден от Юстус фон Либих в Дармщатското висше техническо училище. Кекуле започва да изучава химия при Либих през 1849 г., но по-късно се премества в Париж при Жан Батист Дюма, Шарл Вюрц и Шарл Жерар.
Веднага след завръщането си в Германия Фридрих Кекуле основава неголяма химическа лаборатория в Хайделберг. Става доцент в Университета в Хайделберг (1856 – 1858), а по-късно и професор в Гентския университет (1858 – 1865). От 1865 г. до края на живота си заема професорска длъжност в Университета в Бон.
Няколко години подред Кекуле е президент на Немското химическо общество. Той е и един от основните организатори на Международния конгрес на химиците в Карлсруе през 1860 г.
От първите пет Нобелови награди за химия, три са спечелени от студенти на Кекуле – Якоб Вант Хоф, Адолф фон Байер и Емил Херман Фишер.
През 1895 г. получава от кайзер Вилхелм II благородническата титла „фон Страдониц“. Причината за това име е семейното владение на Страдонице (Бохемия) в по-стари времена.
Умира на 13 юли 1896 г. в Бон на 66-годишна възраст.

## Научна дейност
Научните интереси на Кекуле са основно в областта на органичната и теоретичната химия. Считан е за първия химик, който получава тиооцетна киселина (1854) и гликолева киселина (1856).
Кекуле изучава строежа на редица въглеводороди, като през 1865 г. предлага структурната формула на един от основните въглеводороди – бензен. През 1857 г. постулира, че елемента въглерод е четиривалентен. Преди това Уилям Одлинг (1829 – 1921) прави предположение за четиривалентността на въглерода в рамките на лекция, четена в Кралския институт на Великобритания през 1855, на която Кекуле може и да е присъствал.
В своята експериментална работа Кекуле получава и изучава халогено-, нитро-, амино- и карбокси- производни на бензена, с което доказва еквивалентността на водородните атоми в структурата на бензена.
Откритието на структурата на бензена, по думите на самия Кекуле, е станало след сън, в който змия е захапала своята опашка – широко използван символ в редица култури, познат като Уроборос. Този сън идва след години на упорито изучаване на същността на въглерод-въглеродната връзка. Кекуле твърди, че е разрешил проблема с едновременното свързване на четири атома към един атом въглерод. Докато това твърдение е добре документирано и признато, през 20-те години на XX век биограф на Кекуле стига до извода, че хипотезата за четиривалентността на въглеродния атом е повлияна от по-ранните работи на Арчибалд Скот Купър (1831 – 1892). Известно е още, че австрийския химик – Джоузеф Лошмид (1821 – 1895) е предложил циклична структура на бензена (както и на други циклични системи) през 1861 г., но не доказва верността на предложената структура.